# Хутора Дубские
Хутора Дубские — населенный пункт в Осташковском городском округе Тверской области.

## География
Находится в западной части Тверской области на расстоянии приблизительно 14 км на запад по прямой от города Осташков на юго-западном берегу озера Сабро.

## История
Населенный пункт был показан ещё на карте 1825 года (тогда Старое). В 1859 году здесь (усадьба в Осташковском уезде) был учтен 1 двор, в 1939 — 8. До 2017 года входил в Ботовское сельское поселение Осташковского района до их упразднения.

## Население
Численность населения: 5 человек (1859 год), 5 (русские 80 %) 2002 году, 1 в 2010.